# Serie A1 1975/76
Die Saison 1975/76 war die 42. Spielzeit der Serie A1, der höchsten italienischen Eishockeyspielklasse. Meister wurde zum insgesamt zweiten Mal in der Vereinsgeschichte der HC Gherdëina.

## Modus
Zunächst bestritten die neun Mannschaften eine gemeinsame Hauptrunde. Die vier bestplatzierten Mannschaften qualifizierten sich für die Finalrunde, in der der Meister ausgespielt wurde. Die übrigen fünf Mannschaften bestritten anschließend eine Platzierungsrunde. Die Punkte aus der Hauptrunde wurden in die Final- bzw. Platzierungsrunde übernommen. Für einen Sieg erhielt jede Mannschaft zwei Punkte, bei einem Unentschieden gab es einen Punkt und bei einer Niederlage null Punkte.

## Finalrunde
|    | Klub         | Punkte |
| -- | ------------ | ------ |
| 1. | HC Gherdëina | 43     |
| 2. | HC Bozen     | 41     |
| 3. | SG Cortina   | 35     |
| 4. | HC Alleghe   | 30     |

Sp = Spiele, S = Siege, U = unentschieden, N = Niederlagen, OTS = Overtime-Siege, OTN = Overtime-Niederlage, SOS = Penalty-Siege, SON = Penalty-Niederlage

## Platzierungsrunde
|    | Klub          | Punkte |
| -- | ------------- | ------ |
| 5. | SV Ritten     | 16     |
| 6. | Asiago Hockey | 11     |
| 7. | HC Meran      | 10     |
| 8. | HC Bruneck    | 8      |
| 9. | HC Auronzo    | 6      |

## Meistermannschaft
Lucio Brugnoli – Herbert Frisch – Georg Goller – Norbert Goller – Adolf Insam – Toni Insam – Fabrizio Kasslatter – Gottfried Kasslatter – Erwin Kostner – Walter Kostner – Marco Obletter – Lasse Oksanen – Guido Paur – Paul Pescosta – Hans Piccolruaz – Josef Runggaldier – Egon Schenk – Roland Stuffer – David Tomassoni – Adolf Uberbacher – Jorma Valtonen; Trainer: Walter Piccolruaz